# Elbaue südlich Rogätz mit Ohremündung
Elbaue südlich Rogätz mit Ohremündung este o arie protejată (arie specială de conservare — SAC, sit de importanță comunitară — SCI) din Germania întinsă pe o suprafață de 1.663 ha, integral pe uscat.

## Localizare
Centrul sitului Elbaue südlich Rogätz mit Ohremündung este situat la coordonatele 52°16′23″N 11°44′57″E / 52.2731°N 11.7492°E.

## Înființare
Situl Elbaue südlich Rogätz mit Ohremündung a fost declarat sit de importanță comunitară în octombrie 2000 pentru a proteja 13 specii de animale. Situl a fost protejat și ca arie specială de conservare în decembrie 2018.

## Biodiversitate
Situată în ecoregiunea continentală, aria protejată conține 10 habitate naturale: Vegetație psamofilă uscată cu pășuni deschise de Corynephorus și Agrostis, Lacuri eutrofice naturale cu vegetație de tip Magnopotamion sau Hydrocharition, Cursuri de apă de la nivel de câmpie la nivel montan, cu vegetație Ranunculion fluitantis și Callitricho-Batrachion, Râuri cu maluri nămoloase cu vegetație de Chenopodion rubri p.p. și Bidention p.p., Liziere de ierburi înalte hidrofile de câmpie și de nivel montan până la alpin, Pajiști aluvionare inundabile, de Cnidion dubii, Fânețe de joasă altitudine (Alopecurus pratensis, Sanguisorba officinalis), Păduri de stejar și carpen Galio-Carpinetum, Păduri aluvionare cu Alnus glutinosa și Fraxinus excelsior (Alno-Padion, Alnion incanae, Salicion albae), Păduri mixte riverane de Quercus robur, Ulmus laevis și Ulmus minor, Fraxinus excelsior sau Fraxinus angustifolia, de-a lungul marilor râuri (Ulmenion minoris).
La baza desemnării sitului se află mai multe specii protejate:
- amfibieni (2): buhai de baltă cu burta roșie (Bombina bombina), triton cu creastă (Triturus cristatus)
- mamifere (2): castor (Castor fiber), vidră de râu (Lutra lutra)
- nevertebrate (4): croitorul mare al stejarului (Cerambyx cerdo), libelule (Leucorrhinia pectoralis), Ophiogomphus cecilia, Osmoderma eremita Complex
- pești (5): avat (Aspius aspius), Cobitis taenia Complex, Lampetra fluviatilis, Romanogobio belingi, somonul (Salmo salar)

Pe lângă speciile protejate, pe teritoriul sitului au mai fost identificate 8 specii de plante, 7 specii de amfibieni, 3 specii de mamifere, 9 specii de nevertebrate, 4 specii de pești, 2 specii de reptile.